# Viguieranthus cylindricostachys
Viguieranthus cylindricostachys är en ärtväxtart som beskrevs av Villiers. Viguieranthus cylindricostachys ingår i släktet Viguieranthus och familjen ärtväxter. Inga underarter finns listade i Catalogue of Life.